# استان مای-ندومبی
استان مای-ندومبی (به لاتین: Mai-Ndombe Province) یک استان در جمهوری دموکراتیک کنگو است که در جمهوری دموکراتیک کنگو واقع شده‌است. استان مای-ندومبی ۱۲۷٬۴۶۵ کیلومتر مربع مساحت و ۱٬۷۶۸٬۳۲۷ نفر جمعیت دارد.